# Александру Донич
Александру Донич (рум. Alexandru Donici; 19 січня 1806, село Безени, Бессарабія — 21 грудня 1865, Пятра Нямц, Румунія) — румунський письменник.

## Біографія
Народився 19 січня 1806 в родині поміщика Дмитра Донича і його дружини Елени в бессарабському селі Безіна (нині село Донич Республіки Молдова).
З 1819 навчався разом з братом Петру в кадетському корпусі в Петербурзі. У 1825 повернувся в Бессарабію.
У 1835 виїхав в за прутську Молдову. Жив у Яссах, потім в Пятра-Нямц, працював суддею, адвокатом.
Помер 21 січня 1865 року Пятра-Нямц.

## Творчість
Донич — творець національної румунської байки. У 1840 і 1842 редагував двотомний збірник «Фабула» («Байки»), в який були включені його власні твори і переклади. У цьому збірнику помітно вплив на нього Крилова. У байках Донича виражений сміливий протест проти соціальної несправедливості, висміяна дворянська пиха («Листя і коріння»), прислуговування («Дві собаки»), критикуються суспільні вади. Донич володів незвичайною спостережливістю і в своїх байках на прикладах тварин викривав негативні сторони людського суспільства.
Переклав на румунську мову поему «Цигани» О. С. Пушкіна (вид. В Бухаресті, 1837).
Спільно з Костянтином Негруцци переклав «Сатири» А. Кантемира (1844, 1858).

## Твори
- Оперє. — Кишинів, 1956.
- Fabule, 2 ed. — Bucureşti, 1958.
- Fabule. — Bucureşti, 1960.

## Галерея

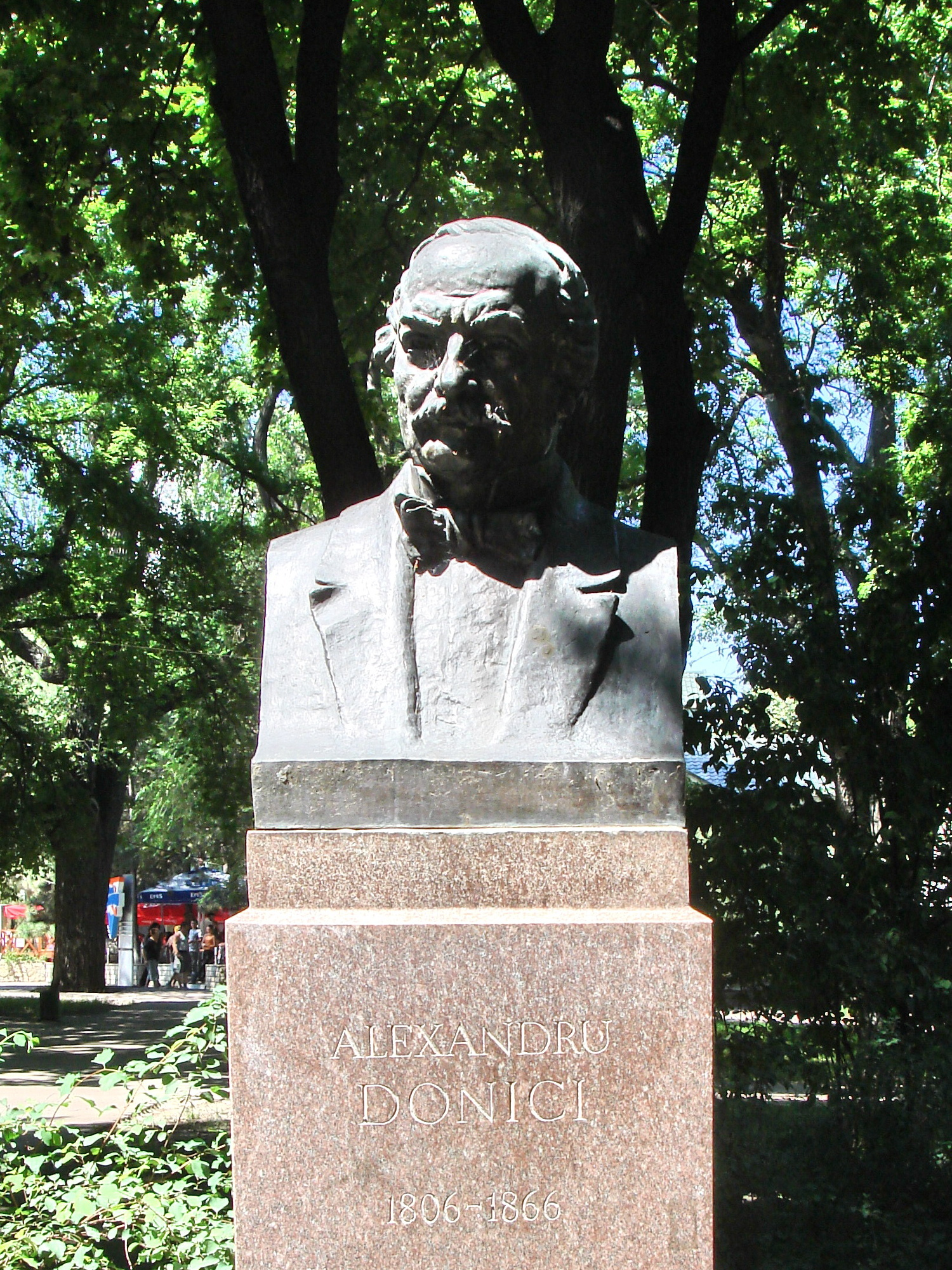
Погруддя Донича в Алеї Класиків
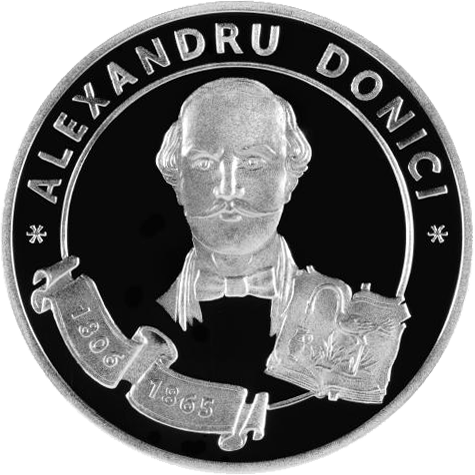
Александру Донич на монеті